# ギリシャの聖母
『ギリシャの聖母』（ギリシャのせいぼ、伊: Madonna greca）は、ジョヴァンニ・ベッリーニによる1460〜 1470年 制作の板上のテンペラ画である。左上と右上のギリシャ語のモノグラムに由来する名称で、ビザンチンのアイコンが絵画に大きな影響を与えたことにちなんで名付けられた。作品は、ミラノのブレラ美術館に所蔵されている。

## 概要
幼子キリストは黄金のリンゴを持っており、リンゴはおそらくパリスの審判と「新しいヴィーナス」としての聖母マリアに言及しているものである。
作品が本来アイコンのような金地の背景を持っていたというペリッザーリの理論は、1986〜87年の修復によって反証された。本来の背景は、中央のカーテンの両側に青い空が見えていたことが示されたのである。カーテンは残っているが、16世紀には2本の金の縞模様で空が隠された。修復中の赤外線検査はまた、接着剤と石膏を用いた板絵の下地と、キアロスクーロによる素描を明らかにしたが、どちらの技法もベッリーニに典型的なものであり、二つの技法はまた、パオロ・ピーノの1548年の 「絵画の対話 (Dialogo di Pittura)」でも言及されている。
18世紀後半にフランス軍がヴェネツィアに侵攻したとき、絵画はドゥカーレ宮殿のレギュラトーリ・ディ・スクリットゥーラの事務所にあった。絵画は没収され、1808年にミラノの新たなブレラ美術館に割り当てられた。